# Dendrobium linawianum
Dendrobium linawianum är en orkidéart som beskrevs av Heinrich Gustav Reichenbach. Dendrobium linawianum ingår i släktet Dendrobium, och familjen orkidéer. Inga underarter finns listade i Catalogue of Life.